# Петренко, Александр Анатольевич
Алекса́ндр Анато́льевич Петре́нко (4 февраля 1976, Алма-Ата — 21 июля 2006, Самарская область) — российский баскетболист, мощный форвард.

## Карьера
Выступал за ЦСК ВВС (Самара), «Арсенал» (Тула), «УНИКС», московский ЦСКА и «Химки».
Выступал на чемпионате Европы по баскетболу 1999 года за сборную России. Игрок национальных сборных России разных возрастов с 1993 года.

## Достижения
- 1993 – 3-е место в чемпионате Европы среди юниоров,
- 1996 – серебряный призёр чемпионата мира среди военнослужащих,
- 1994, 1995, 1998, 2000 – бронзовый призёр чемпионата страны,
- 2001 – участие в «Финале четырёх» Евролиги,
- 2003, 2004, 2005 – участие в «Финале четырёх» Кубка России,
- 2005 – бронзовый призёр Лиги ФИБА-Европа,
- 2006 – серебряный призёр чемпионата России,
- 2006 – серебряный призёр Кубка Европы,
- 2006 – серебряный призёр Кубка России,
- 2006 – бронзовый призёр Суперлиги

## Смерть
21 июля 2006 года по пути на дачу разбился на «Хаммере» с семьёй (жена, тесть, тёща, дочь) под Самарой, после столкновения с грузовиком. В живых осталась только дочь.
Похоронен в Химках на Новолужинском кладбище.

## Статистика
| Сезон                                                                                   | Команда | Лига     | GP | GS | MPG  | FG%  | 3P%  | FT%  | RPG | APG | SPG | BPG | PPG |  |
| 2001/02                                                                                 | ЦСКА    | Евролига | 11 | 2  | 14,2 | 40,8 | 23,5 | 66,7 | 2,6 | 0,5 | 0,7 | 0,0 | 4,7 |  |
|                                                                                         |         | Всего    | 11 | 2  | 14,2 | 40,8 | 23,5 | 66,7 | 2,6 | 0,5 | 0,7 | 0,0 | 4,7 |  |
| Наведите курсор мыши на аббревиатуры в заголовке таблицы, чтобы прочесть их расшифровку |         |          |    |    |      |      |      |      |     |     |     |     |     |  |